# Vertrag von Celle
Der Vertrag von Celle, auch Frieden von Celle, der am 26. Januarjul. / 5. Februar 1679greg. unterzeichnet wurde, war ein Friedensvertrag, der in Celle während des Nordischen Krieges zwischen Frankreich und Schweden einerseits und den welfischen Fürsten andererseits geschlossen wurde. Der Sonderfrieden wurde am Celler Hof geschlossen.
Mit dem Vertrag trat das Schwedische Reich dem Vertrag von Nimwegen bei. Im Gegenzug zur Abtretung des Amtes Thedinghausen und der Vogtei Dörverden durch Schweden an Braunschweig-Lüneburg-Wolfenbüttel wurde die Souveränität des schwedischen Herzogtums Bremen und Fürstentums Verden bestätigt, in dem Herzog Georg Wilhelm und sein Bruder Ernst August auch im Namen der anderen welfischen Linien auf alle Eroberungen in Bremen-Verden verzichtete und den Westfälischen Frieden anerkannten. Zudem verzichtete Schweden auf die Renten aus dem Fürstentum Lüneburg und den Grafschaften Hoya und Diepholz. Das Königreich Frankreich und Schweden versprachen die Zahlung von 300.000 Reichstalern Kriegskosten, Schweden verpfändete für seinen finanziellen Anteil das Amt Thedinghausen. 
Der Vertrag wurde von Ludwig XIV. initiiert, der für Schweden, aber ohne direkte Beteiligung Schwedens einen Frieden aushandeln wollte. So war beispielsweise  Esaias von Pufendorf bei der Unterzeichnung anwesend, nahm jedoch selbst keine aktive Rolle in den Verhandlungen ein. Die Herzogin von Braunschweig-Lüneburg-Celle Eleonore d’Olbreuse war an den Verhandlungen beteiligt. Federführend war François de Pas de Rebenac. Schweden ratifizierte den Vertrag am 27. Juli 1679.

## Folgen
Die Umsetzung des Friedens zog sich über mehrere Monate hin und wäre beinahe gescheitert. Durch ein Losverfahren als Ergebnis des Friedensvertrages entstanden in der Region zwei Ämter: Das Amt Thedinghausen fiel an den Herzog zu Braunschweig und Lüneburg Rudolf August. Thedinghausen war schon seit 1675 vom mit dem Herzogtum Braunschweig verbündete münsteraner Fürstbischof Christoph Bernhard von Galen besetzt worden. Sein Nachfolger, Bischof Ferdinand von Fürstenberg, gab mit dem Vertrag von Nimwegen im März 1679 die münsterischen Eroberungen in Bremen-Verden zurück. Die Verhandlungen mit dem Prälaten konnten aufgrund seiner hohen Geldforderungen, die nur zu einem Bruchteil erfüllt wurden, erst am 29. März abgeschlossen. Der schwedische König Karl XI. erklärte sich im Gegenzug bereit, 100.000 Reichstaler Kriegskosten an den Bischof von Münster zu zahlen und für diese Summe das Amt Wildeshausen an Münster zu verpfänden. Im östlichen Teil entstand das Amt Westen, das an Ernst August von Braunschweig-Calenberg fiel. Mit dem Frieden von Nimwegen wurde der Nordische Krieg beendet.